# Peter Gerber (Politiker)

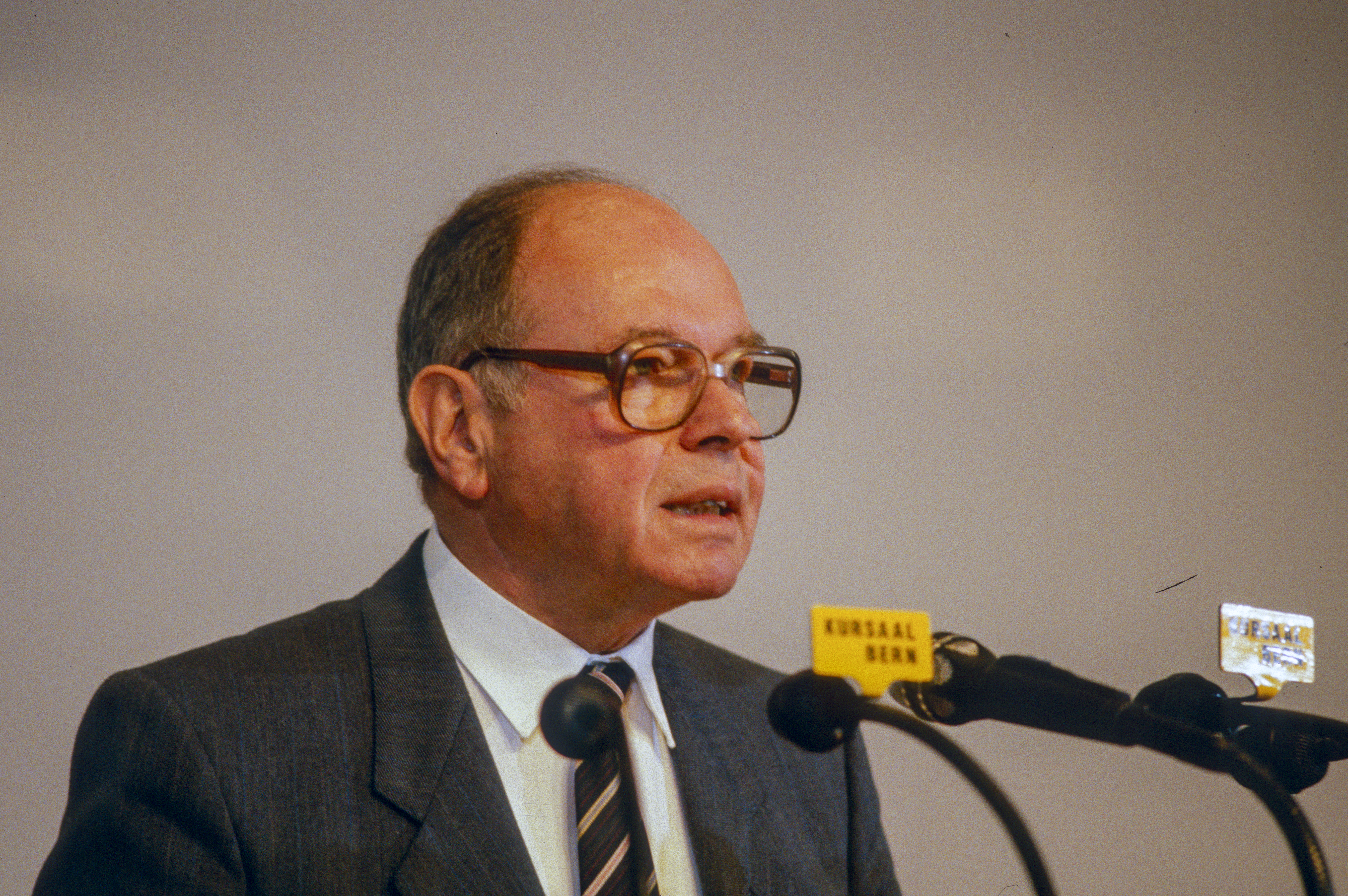
Peter Gerber (1988)

Peter Gerber (* 8. Juni 1923 in Frienisberg; † 11. April 2012 in Bern; heimatberechtigt in Langnau im Emmental) war ein Schweizer Agronom und Politiker (SVP).

## Biografie
Gerber besuchte die Schulen in Baggwil, Aarberg und Bern. Er studierte von 1945 bis 1949 Agronomie an der ETH Zürich. Von 1951 bis 1957 war er Adjunkt und von 1957 bis 1988 Verwalter des Alters- und Pflegeheims Frienisberg.
1953 wurde Gerber in den Gemeinderat (die Exekutive) von Seedorf gewählt und stand diesem 1957 als Gemeindepräsident vor. Von 1962 bis 1979 gehörte er dem Grossen Rat des Kantons Bern an und präsidierte ihn im Amtsjahr 1975/76. In den Jahren 1979 bis 1987 gehörte er dem Ständerat an und wirkte im Amtsjahr 1985/86 als Ständeratspräsident. In seinen politischen Ämtern widmete er sich vor allem der Landwirtschaftspolitik.
Gerber stand unter anderem der Vereinigung der Rübenpflanzer der Zuckerfabrik Aarberg und dem Bernischen Bauernverband vor. Von 1974 bis 1988 war er Präsident des Schweizerischen Bauernverbands, dessen Strukturen er durch eine Statutenrevision 1979 stark reformierte. Die Schweizerische Mobiliar Versicherungsgesellschaft führte er als Mitglied des Verwaltungsrats mit. Gerber, der Oberst der Schweizer Armee war, gehörte dem Rat für Gesamtverteidigung an. Ab 1979 war er Mitglied und von 1989 bis 1993 Präsident des Bankrates der Schweizerischen Nationalbank. Gerber war Mitglied in der Schweizerischen Studentenverbindung Helvetia Zürich.